# Team A 4th Stage“正在恋爱中”
Team A 4th Stage「正在恋爱中」（日语：チームA 4th Stage「ただいま恋愛中」）是AKB48 Team A的第4台剧场公演。
本页也记述了同台复活公演及AKB48研究生公演相关事项。

## 概要
AKB48 Team A的第4台剧场公演。因为向日葵组公演开幕，上演时间较短；不过在向日葵组公演结束后举行了复活公演。此外，也举行了以当时的AKB48研究生为中心的公演。

## 公演内容

### 曲目
1. 《overture》
（作曲、编曲：尾澤拓実　歌：TAZ）
2. 《正在恋爱中》（ただいま 恋愛中）
（作词：秋元康　作曲、编曲：井上义正（日语：井上ヨシマサ））
3. 《熊布偶》（くまのぬいぐるみ）
（作词：秋元康　作曲、编曲：Funta（日语：Funta））
4. 《Only today》
（作词：秋元康　作曲、编曲：大内哲也）
5. 《7点12分的初恋》（7時12分の初恋）
（作词：秋元康　作曲：上杉洋史　编曲：景家淳）
6. 《春天到来之前》（春が来るまで）
（作词：秋元康　作曲、编曲：井上义正）
7. 《纯爱的渐强音》（純愛のクレッシェンド）
（作词：秋元康　作曲：宮島律子　编曲：田口智則（日语：田口智則）、稲留春雄）
8. 《Faint》
（作词：秋元康　作曲：山崎努　编曲：高島智明）
9. 《归乡》（帰郷）
（作词：秋元康　作曲：上杉洋史　编曲：梅堀淳（日语：梅堀淳））
10. 《懒洋洋》（ダルイカンジ）
（作词：秋元康　作曲、编曲：井上义正）
11. 《Mr. Kissman》
（作词：秋元康　作曲、编曲：井上义正）
12. 《你教我的事》（君が教えてくれた）
（作词：秋元康　作曲：三留一純（日语：三留一純）　编曲：高島智明）
13. 《BINGO!》
（作词：秋元康　作曲：成瀬英樹　编曲：大内哲也）
14. 《曾不屑一顾的爱情》（軽蔑していた愛情）
 （作词：秋元康　作曲、编曲：井上义正）

安可曲
1. 《LOVE CHASE》
（作词：秋元康　作曲、编曲：藤澤健至（日语：藤澤健至））
2. 《制服真碍事》（制服が邪魔をする）
（作词：秋元康　作曲、编曲：井上义正）
3. 《为何降生在这美好世界》（なんて素敵な世界に生まれたのだろう）
（作词：秋元康　作曲、编曲：井上义正）

### 演出
- 编舞：夏真弓（日语：夏まゆみ）

## AKB48公演

### AKB48 Team A 4th Stage「正在恋爱中」公演
- 公演期：2007年2月25日－6月26日
- 出演成员
  - 板野友美、大江朝美、大岛麻衣、川崎希、小嶋阳菜、驹谷仁美、佐藤由加理、篠田麻里子、高桥南（高橋みなみ）、户岛花、中西里菜、成田梨纱、星野满（星野みちる）、前田敦子、增山加弥乃、峯岸南（峯岸みなみ）

- 分组曲負責成員
  - 《7点12分的初恋》：前田、大江、成田、驹谷、増山
  - 《春天到来之前》：星野、大岛
  - 《纯爱的渐强音》：高桥、小嶋、峯岸
  - 《Faint》：板野、川崎、户岛
  - 《归乡》：篠田、佐藤由、中西

### AKB48 Team A 4th Stage「正在恋爱中」复活公演
- 公演期：2008年4月20日－10月11日
- 出演成员
  - 板野友美、大江朝美、大岛麻衣、川崎希、小嶋陽菜、驹谷仁美、佐藤亚美菜、佐藤由加理、篠田麻里子、高桥南、户岛花、中西里菜、成田梨纱、藤江丽奈（藤江れいな）、前田敦子、峯岸南
- 成員更替
  - 宮崎美穗和北原里英分別于2008年7月13日和2008年7月30日從研究生升格至Team A，但在当场公演期间是作为代演出场的。

- 分组曲負責成員
  - 《7点12分的初恋》：前田、大江、成田、驹谷、藤江
  - 《春天到来之前》：佐藤亚、大岛
  - 《纯爱的渐强音》：高桥、小嶋、峯岸
  - 《Faint》：板野、川崎、户岛
  - 《归乡》：篠田、佐藤由、中西

### AKB48 研究生公演「正在恋爱中」
- 公演期間：2008年5月22日－10月7日
- 出演成員
  - 藤江麗奈（藤江れいな）、石田晴香、內田真由美、瓜屋茜、大家志津香、北原里英、小原春香、指原莉乃、近野莉菜、冨田麻友、中田千智（中田ちさと）、中塚智實、中西優香、仁藤萌乃、畑山亞梨紗、藤本紗羅、宮崎美穗
- 成員離開：宮崎在2008年7月13日升格到Team A。北原在2008年7月30日升格到Team A。指原在2008年8月2日升格到Team B。仁藤在2008年8月5日升格到Team B。中西在2008年8月26日移籍到SKE48。
- 分组曲負責成員
  - 《7点12分的初恋》：藤本、瓜屋、畑山、藤江、石田or 內田→ 内田
  - 《春天到来之前》：小原、冨田
  - 《纯爱的渐强音》：近野、北原、宮崎
  - 《Faint》：指原、中西→石田 、仁藤
  - 《归乡》：中塚、大家、中田

### AKB48 Team B 6th Stage「正在恋爱中」公演
- 公演期間：2015年12月26日 -
- 出演成員：岩佐美咲、内山奈月、梅田綾乃、大島涼花、柏木由紀、加藤玲奈、木崎由里亚（木﨑ゆりあ）、後藤萌咲、坂口渚沙、竹内美宥、達家真姫寶、田名部生来、福岡聖菜、馬嘉伶、矢吹奈子、横島亞衿、渡邊麻友、渡邊美優紀
  - Team B選秀研究生：高橋希良、西川怜、山邊歩夢
  - 助演的其他队伍成员：大和田南那、佐佐木優佳里、平田梨奈（以上Team A）、铃木玛莉亚（鈴木まりや）、中田千智（以上Team K）、伊豆田莉奈、大川莉央、岡田彩花、込山榛香、佐藤妃星、村山彩希（以上Team 4）。
- 内山奈月在出演了2016年1月31日的毕业公演之后于同年2月21日毕业。岩佐美咲在出演了2016年3月14日的毕业公演之后于同年5月21日毕业。渡邊美優紀于2016年8月9日畢業。
- 分组曲擔當

| 分組曲        | 公演初日演唱成員 | 代役之表演者                                           |
| ------------- | ---------------- | ------------------------------------------------------ |
| 7点12分的初恋 | 矢吹奈子         | 高橋希良                                               |
| 7点12分的初恋 | 福岡聖菜         | 大和田南那、山邊歩夢                                   |
| 7点12分的初恋 | 坂口渚沙         | 山邊歩夢                                               |
| 7点12分的初恋 | 達家真姫寶       | 馬嘉伶                                                 |
| 7点12分的初恋 | 後藤萌咲         | 高橋希良、佐藤妃星、西川怜                             |
| 春天到来之前  | 柏木由紀         | 後藤萌咲、達家真姫寶                                   |
| 春天到来之前  | 渡邊麻友         | 後藤萌咲                                               |
| 纯爱的渐强音  | 加藤玲奈         | 福岡聖菜                                               |
| 纯爱的渐强音  | 岩佐美咲         | 大島涼花、佐佐木優佳里、中田千智、铃木玛莉亚、村山彩希 |
| 纯爱的渐强音  | 田名部生来       | 平田梨奈                                               |
| Faint         | 木崎由里亚       | 梅田綾乃                                               |
| Faint         | 渡邊美優紀       | 竹内美宥                                               |
| Faint         | 梅田綾乃         | 平田梨奈、込山榛香、岡田彩花                           |
| 归乡          | 内山奈月         | 西川怜、伊豆田莉奈                                     |
| 归乡          | 横島亞衿         |                                                        |
| 归乡          | 大島涼花         |                                                        |

## NMB48公演

### NMB48 Team BII 2nd Stage「正在恋爱中」公演
- 公演期：2013年11月1日 - 2014年4月15日
- 出演成员 
赤澤萌乃、石塚朱莉、井尻晏菜、植田碧麗、梅原真子、太田夢莉、加藤夕夏、上枝惠美加、日下木之實（日下このみ）、久代梨奈、黒川葉月、河野早紀、小林莉加子、室加奈子、藪下柊、山內翼（山内つばさ）

- 初演开始因小林莉加子处于長期休业状态造成的15人体制，每次公演都有一名研究生支援演出。小林自2013年12月9日起重新开始活动，并从当天的公演开始正常演出。2014年1月20日开始因山内翼脚伤而長期休業再次造成15人体制。梅原真子于2014年2月21日举行毕业公演，并于3月2日的活动中正式毕业。山内自4月4日开始继续活动，从12日的公演开始正常出演。小林莉加子于2014年4月10日举行毕业公演、20日的活动中正式毕业。

- 分组曲負責成員
  - 《7点12分的初恋》：藪下、井尻、植田、山內、研究生
  - 《春天到来之前》：太田、久代
  - 《纯爱的渐强音》：室加、上枝、黑川
  - 《Faint》：加藤、石塚、日下
  - 《归乡》：赤澤、梅原、河野

## HKT48公演

### HKT48 向日葵组「正在恋爱中」公演
- 公演期：2015年12月19日 -
- 出演成员 
秋吉優花、穴井千尋、井上由莉耶、今村麻莉愛、多田愛佳、神志那結衣、兒玉遥、坂口理子、坂本愛玲菜、指原莉乃、下野由貴、田中優香、田中美久、冨吉明日香、松岡花（松岡はな）、宮脇咲良、今田美奈、宇井真白、梅本泉、岡本尚子、熊沢世莉奈、栗原紗英、田島芽瑠、田中菜津美、朝長美桜、松岡菜摘、村川緋杏、山内祐奈、山下艾米丽（山下エミリー）、山田麻莉奈、山本茉央、若田部遥、荒巻美咲、伊藤来笑、岩花詩乃、植木南央、上野遥、岡田栞奈、駒田京伽、筒井莉子、深川舞子、渕上舞、村重杏奈、本村碧唯、矢吹奈子、外薗葉月

- 梅本泉在2015年12月31日毕业。伊藤来笑在2016年2月29日毕业。岡田栞奈在2016年3月22日毕业。

- 分组曲負責成員

| 分組曲        | 公演初日演唱成員 | 代役之表演者                     |
| ------------- | ---------------- | -------------------------------- |
| 7点12分的初恋 | 松岡花           | 田島芽瑠、植木南央、村川緋杏     |
| 7点12分的初恋 | 今村麻莉愛       | 朝長美桜、岩花詩乃               |
| 7点12分的初恋 | 坂本愛玲菜       | 宇井真白、矢吹奈子               |
| 7点12分的初恋 | 田中美久         | 田中菜津美、荒巻美咲、上野遥     |
| 7点12分的初恋 | 井上由莉耶       | 山下艾米丽、筒井莉子             |
| 春天到来之前  | 穴井千尋         | 山田麻莉奈、坂本愛玲菜、外薗葉月 |
| 春天到来之前  | 兒玉遥           | 熊沢世莉奈、上野遥、渕上舞       |
| 纯爱的渐强音  | 宮脇咲良         | 岡本尚子、村重杏奈、山下艾米丽   |
| 纯爱的渐强音  | 神志那結衣       | 松岡菜摘、岡田栞奈、栗原紗英     |
| 纯爱的渐强音  | 田中優香         | 若田部遥、本村碧唯               |
| Faint         | 指原莉乃         | 栗原紗英、深川舞子               |
| Faint         | 下野由貴         | 梅本泉、松岡花、外薗葉月         |
| Faint         | 坂口理子         | 山内祐奈、伊藤来笑               |
| 归乡          | 秋吉優花         | 村川緋杏                         |
| 归乡          | 冨吉明日香       | 山本茉央、渕上舞                 |
| 归乡          | 多田愛佳         | 今田美奈、駒田京伽               |

## CD

### Team A 4th Stage「正在恋爱中」
- 收錄成員
  - 板野友美、大江朝美、大岛麻衣、川崎希、小嶋阳菜、驹谷仁美、佐藤由加理、篠田麻里子、高桥南、户岛花、中西里菜、成田梨纱、星野满、前田敦子、增山加弥乃、峯岸南
- 收錄曲目
  1. overture
  2. 正在恋爱中
  3. 熊布偶
  4. Only today
  5. 7点12分的初恋（歌：前田、大江、成田、駒谷、増山）
  6. 春天到来之前（歌：星野、大島）
  7. 纯爱的渐强音（歌：高橋、小嶋、峯岸）
  8. Faint（歌：板野、川崎、户島）
  9. 归乡（歌：篠田、佐藤、中西）
  10. 懒洋洋
  11. Mr. Kissman
  12. 你教我的事
  13. BINGO!
  14. 曾不屑一顾的爱情
  15. LOVE CHASE
  16. 制服真碍事
  17. 为何降生在这美好世界

## DVD

### Team A 4th Stage「正在恋爱中」
- 收錄成員
  - 板野友美、大江朝美、大岛麻衣、川崎希、小嶋阳菜、驹谷仁美、佐藤由加理、篠田麻里子、高桥南、户岛花、中西里菜、成田梨纱、星野满、前田敦子、增山加弥乃、峯岸南
- 收錄曲目
  1. overture
  2. 正在恋爱中
  3. 熊布偶
  4. Only today
  5. 7点12分的初恋（歌：前田、大江、成田、駒谷、増山）
  6. 春天到来之前（歌：星野、大島）
  7. 纯爱的渐强音（歌：高橋、小嶋、峯岸）
  8. Faint（歌：板野、川崎、户島）
  9. 归乡（歌：篠田、佐藤、中西）
  10. 懒洋洋
  11. Mr. Kissman
  12. 你教我的事
  13. BINGO!
  14. 曾不屑一顾的爱情
  15. LOVE CHASE
  16. 制服真碍事
  17. 为何降生在这美好世界
  18. 加油！（ガンバレ!）（歌：星野）

## 外部連結
- 官方網站（页面存档备份，存于）（日語）